# Restauration impériale chinoise
Pour un article plus général, voir Histoire de la république de Chine.
1915–1916
Entités précédentes :
- République de Chine

Entités suivantes :
- République de Chine

La Restauration impériale chinoise de 1915-1916 correspond à la tentative de Yuan Shikai, président de la république de Chine, de rétablir un Empire dominé par les Hans et à son profit. La restauration tourne court, et son échec provoque l'affaiblissement du gouvernement central et l'entrée de la Chine dans l'ère des seigneurs de la guerre. 

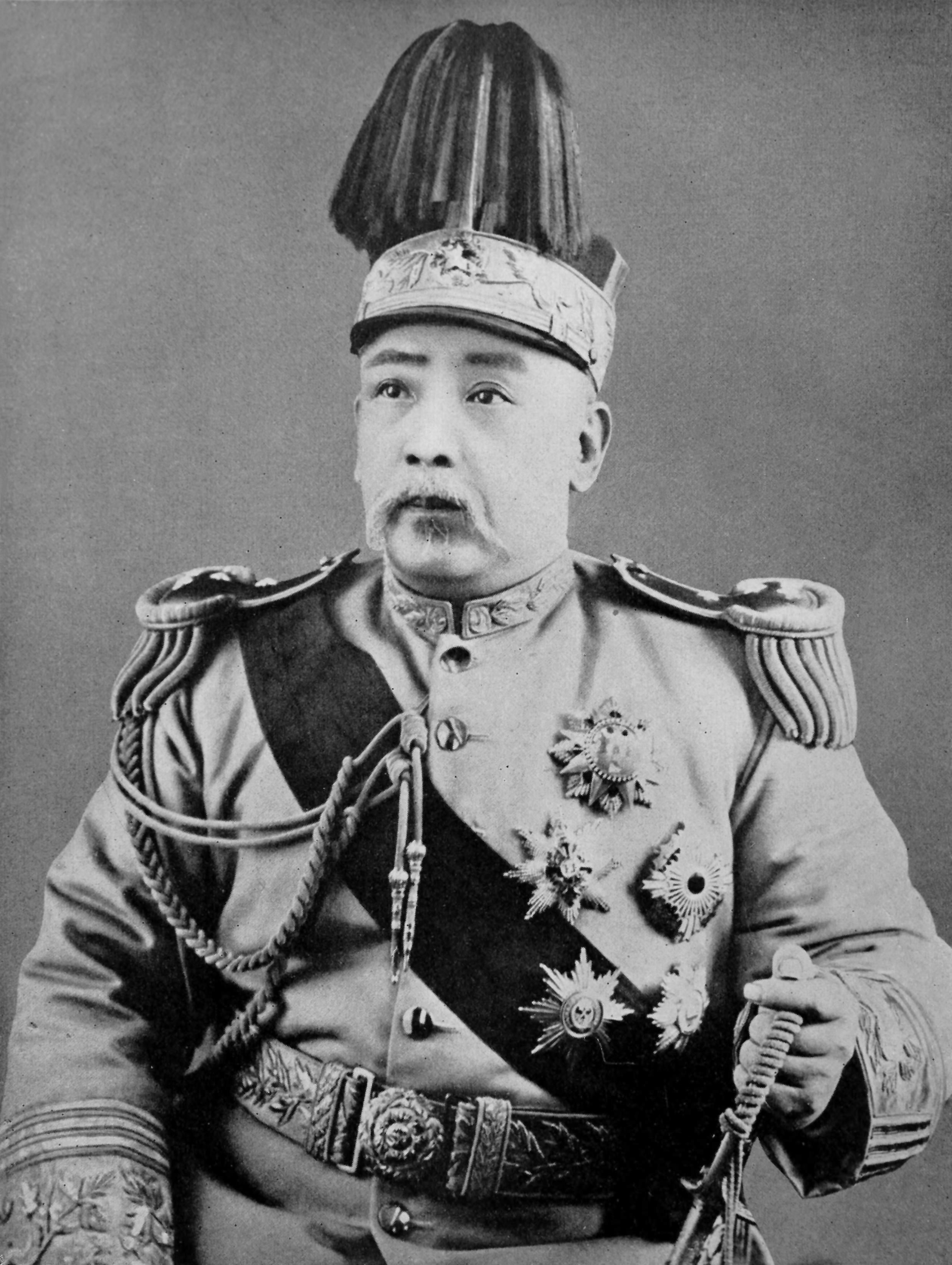
Yuan Shikai en tenue impériale

## Contexte

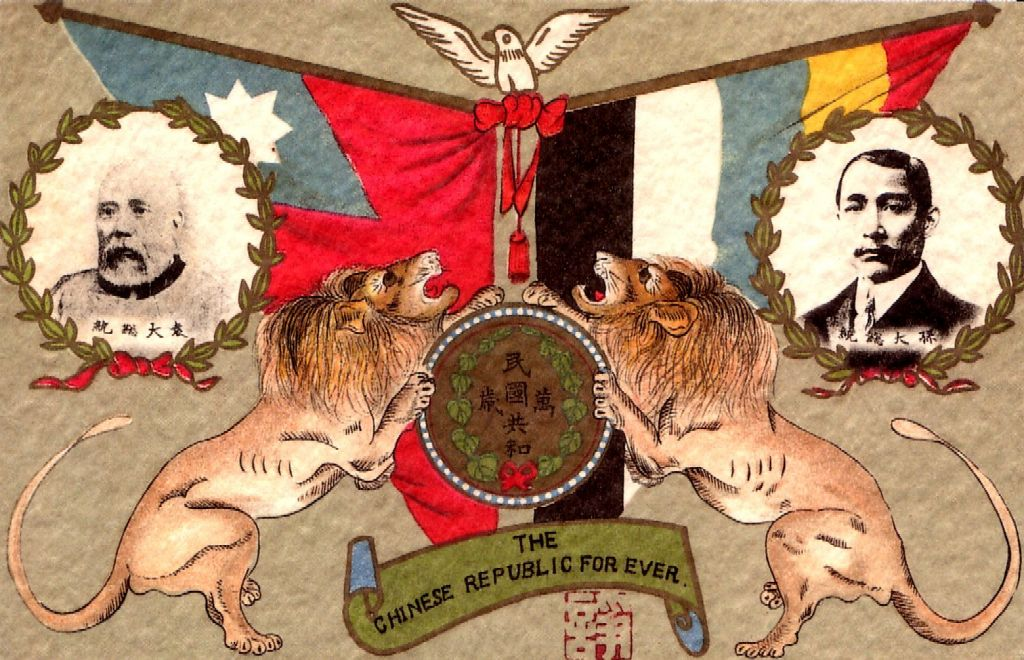
Commémoration de Yuan Shikai et Sun Yat-sen.

Le drapeau à cinq couleurs, drapeau national de la Chine de 1912 à 1928.

En mars 1912, Sun Yat-sen, jusque-là président provisoire, laisse à Yuan Shikai, chef de l'armée de Beiyang, la présidence de la république de Chine.
En mars 1912, une constitution provisoire est adoptée sous la forme d’une loi conventionnelle, et en août et septembre, des lois électorales créent la Chambre des députés. En février 1913, les élections donnent la majorité au Kuomintang. Song Jiaoren, bras droit de Sun Yat-sen, apparaît bien placé pour devenir premier ministre, mais il est assassiné le mois suivant. Yuan Shikai est soupçonné d'avoir commandité le meurtre pour éviter que son autorité ne soit remise en cause. Dans le courant de l'année, Yuan Shikai organise une répression contre les membres du Kuomintang, évinçant les trois gouverneurs provinciaux membres du parti et pratiquant la corruption dans les deux chambres législatives. À partir de juillet 1913, il fait appel à la force. Le 4 novembre, le Kuomintang est déclaré illégal, et les journaux d'opposition interdits. Sun Yat-sen et d'autres opposants se réfugient au Japon et en appellent à une Seconde Révolution (二次革命, èr cì gémìng), dirigée cette fois contre la dictature de Yuan Shikai. En janvier 1914, Yuan Shikai dissout ce qui reste du parlement et nomme de nouveaux parlementaires à sa solde. Les gouverneurs civils des provinces sont remplacés par des gouverneurs militaires. La constitution provisoire de 1912 est annulée puis remplacée en mai 1914 par un texte étendant considérablement les pouvoirs du président. Cette constitution est complétée par un amendement qui porte à dix ans la durée du mandat présidentiel renouvelable sans réélection.

### Les vingt-et-une demandes du Japon
Allié de la Triple-Entente tout comme la Chine, le Japon conquiert et annexe les possessions allemandes de la province de Shandong. Le gouvernement de Shigenobu Ōkuma établit en janvier 1915 une liste de Vingt et une demandes qui ont pour but de faire de la Chine un protectorat japonais. Elle est présentée secrètement par le ministre du Japon à Yuan Shikai. Ce dernier ne refuse pas, mais temporise, ce qui conduit les Japonais à lui poser un ultimatum le 7 mai 1915. Il accepte certaines demandes et divulgue les revendications des Japonais, entrainant une protestation des États-Unis et un mouvement d'opinion en Chine. Le 25 mai 1915, les vingt-et-une demandes sont initialement adoptées, mais cela entraîne un boycott des marchandises et des banques japonaises. Les chefs de file de la contestation lancent une souscription nationale destinée à recueillir des fonds permettant à la Chine d'être suffisamment forte pour résister aux prétentions japonaises. La réaction chinoise et la pression occidentale forcent l'empire du Japon à revoir ses prétentions.

## Restauration impériale

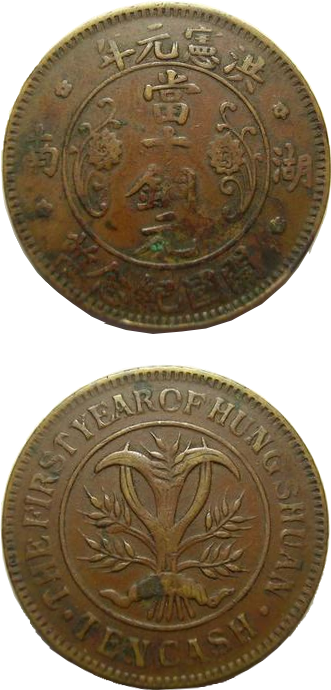
Pièce de monnaie éditée par le régime impérial de Yuan Shikai, date de lan 1 de l'ère Hongxian.

Jugeant la situation favorable, Yuan Shikai cherche à renforcer encore son pouvoir. Certains de ses partisans, comme Yan Du, lui conseillent de restaurer la monarchie, et de prendre le titre d’empereur. Dès août 1915, la restauration impériale est planifiée. Le discours officiel de Yuan Shikai plaide pour la restauration d'un pouvoir central fort afin d'apporter la stabilité à la Chine et de résister aux pressions japonaises.

Drapeau impérial, variation du drapeau à cinq couleurs. Le rouge, symbolisant l'ethnie han, s'étend sur toute la bannière et domine les autres couleurs.

Seconde version du drapeau impérial.

Le 11 décembre 1915, dans une mise en scène savamment orchestrée, l'assemblée, aux ordres de Yuan Shikai, lui propose le poste d'empereur. Yuan Shikai feint initialement de refuser, mais accepte ensuite en fin de journée quand le parlement réitère sa demande. Le 12 décembre, Yuan Shikai proclame officiellement la restauration impériale, prenant le titre de grand empereur de Chine (chinois traditionnel : 中華帝國大皇帝 ; pinyin : Zhōnghuá dìguó dà huángdì), assumant le nom de règne de Hongxian et distribuant des titres nobiliaires.
La restauration impériale suscite une opposition immédiate des gouverneurs et chefs militaires provinciaux. Les premiers à se rebeller sont les généraux Cai E dans le Yunnan, et Li Liejun, dans le Jiangxi. Les insurgés décrètent la formation de l'Armée de protection nationale (chinois traditionnel : 護國軍 ; pinyin : Hù guó jūn), tandis que d'autres provinces proclament leur indépendance. L'Armée de Beiyang, dont les troupes ne sont plus payées, n'oppose pas aux forces armées en révolte de résistance particulière.
Yuan Shikai tente de gagner du temps en repoussant sa cérémonie de couronnement. Les puissances étrangères lui retirent leur soutien, sans choisir de soutenir un camp précis, à l'exception de l'empire du Japon, qui menace d'envahir militairement la Chine et soutient ouvertement les républicains. Yuan Shikai fait machine arrière et renonce officiellement à son titre impérial le 22 mars 1916, après un règne de 83 jours, sans jamais avoir pu se faire couronner. Il tente de composer avec ses opposants en leur proposant de rentrer au gouvernement central mais se trouve isolé politiquement. Il meurt d'une maladie du foie le 6 juin 1916.

## Conséquences
Li Yuanhong, vice-président de la république de Chine, devient chef de l'État, selon les dernières volontés (non constitutionnelles) de Yuan Shikai. Il restaure la constitution provisoire de 1912, ainsi que le parlement, Duan Qirui devenant Premier ministre. Le 1er août 1916, le Kuomintang retrouve une majorité à la chambre.
L'autorité centrale chinoise est néanmoins fortement affaiblie, et l'armée divisée. La situation débouche sur une période de forte instabilité et le règne des seigneurs de la guerre.

## Sources
1. ↑  Drapeaux chinois
2. 1 2  Kuo T'ing-i (dir), Historical Annals of the Republic of China (1911–1949).